# Харатирген
Харатирген (бур. Хара тииргэн — «чёрное стойбище») — деревня в Боханском районе Иркутской области России. Входит в состав Хохорского муниципального образования. Находится примерно в 7 км к востоку от районного центра на трассе Бохан-Укыр.

## Происхождение названия
Название Харатирген происходит от бурятского хара — «чёрный» и тииргэн — «вытоптанное (или утоптанное) скотом место», «стоянка скота». Кроме того, в якутском языке также есть слово тиэргэн — «двор», «скотный двор», в свою очередь, заимствованное из монгольских языков
Матвей Мельхеев считал, что такое название объясняется тем, что в Харатиргене жили преимущественно бедняки, представители низшего сословия (бур. хара хүн), эксплуатируемые нойонами, тайшами, сайтами и другими богачами.
Однако Тарас Михайлов, соглашаясь с верностью лингвистических изысканий Мельхеева, отмечает, что появление названия связано с географическими особенностями местности: ранее с востока улус окружал труднопроходимый лес, с юга, за рекой Ида, находится высокая крутая гора, с юго-западной стороны также покрытая тёмными лесами. На севере и северо-западе от Харатиргена также расположенные покрытые тайгой горы. По версии Матвея Мельхеева, термином Харатирген обозначались исключительно поселения простолюдинов, располагавшиеся вблизи поселений тайшей и нойонов, однако в таком случае это название скорее бы получил какой-либо из улусов, расположенных вблизи Бохана, где, в частности, находилась резиденция тайши Пирожкова, например, Заглик, Тараса, Херетин, Шунта, жители которых эксплуатировались больше, чем жители Харатиргена. Кроме того, на момент основания улуса, социальное расслоение в бурятском обществе было ещё незначительным для образования населённых пунктов по классовому признаку.
Прежнее название улуса Шодонский происходит от бур. шодон — «субурган, чаитья (первоначально религиозное сооружение в виде обелиска разной величины, куда клались частицы останков святых, напр. ноготь, волос, буддийские книги, скульптурные или вытканные изображения, статуи и статуэтки и т. д.)».

## История
Предположительно, улус Харатирген был основан в конце XVII—начале XVIII веков. По данным местного жителя, 77-летнего знатока старины С. Шоронова, улус основал внук Готола Буурга, от которого на 1961 год насчитывалось уже 9 поколений.
Согласно Переписи населения Российской империи, на 1897 год здесь располагался улус Харатиргинский (Шодонский) входивший в состав Бо-Ханского инородческого ведомства, в котором насчитывалось 60 хозяйств, 370 жителей, в том числе буряты 3-го готольского рода (167 мужчин, 168 женщин), русские (21 мужчина, 14 женщин).

## Население
| 2002 | 2010 | 2011 | 2012 |
| ---- | ---- | ---- | ---- |
| 520  | →520 | ↗521 | ↗525 |

По данным Всероссийской переписи, в 2010 году в деревне проживало 520 человек (256 мужчин и 264 женщины).